# Борис Годунов (фільм, 1954)
«Борис Годунов» — радянський художній фільм-опера 1954 року за однойменною трагедії Олександра Пушкіна і музичної драми Мусоргського.

## Сюжет
Російський цар і великий князь всієї Русі Борис Федорович Годунов успадкував трон Івана Грозного після смерті його старшого сина Федора і царевича Дмитра. Провину за загибель останнього народ поклав на Бориса.

## У ролях
- Олександр Пирогов —  Борис Годунов (бас)
- Никандр Ханаєв —  князь Василь Шуйський  (драматичний тенор)
- Георгій Нелєпп —  Григорій Отреп'єв / Лжедмитрій I  (тенор)
- Максим Михайлов —  чернець Пімен, літописець  (бас-профундо)
- Іван Козловський —  Юродивий  (ліричний тенор)
- Олексій Кривченя —  чернець Варлаам  (бас)
- Веніамін Шевцов —  чернець Мисаїл  (тенор)
- Лариса Авдєєва —  Марина Мнішек, дочка сандомирського воєводи  (меццо-сопрано)
- Олександра Турчина —  господиня корчми  (меццо-сопрано)
- Ілля Богданов —  Андрій Щелкалов, думний дяк  (драматичний баритон)
- Надія Клягіна —  Ксенія Годунова  (сопрано)
- Г. Алахвердов —  Федір Годунов  (меццо-сопрано)
- Ісандр Хмельницький —  він же
- Євгенія Вербицька —  мамка Ксенії  (меццо-сопрано або контральто)
- Федір Годовкін —  Хрущов, ближній боярин  (тенор)
- Сергій Красовський —  Нікітіч, пристав  (бас)
- Ігор Михайлов —  пристав в корчмі
- Іван Сіпаєв —  Мітюха, селянин
- Даніель Бєдросьян — епізод (бас)
- Віктор Горбунов — епізод
- Іван Іонов — епізод (баритон)
- Георгій Коротков — епізод
- Леонід Маслов — епізод (бас)
- Володимир Неживлєв — епізод
- Михайло Сказін — епізод
- Всеволод Тютюнник — епізод
- Юрій Філін — епізод
- Іван Хапов — епізод

- Балетмейстер — Леонід Лавровський
- Диригент — Василь Небольсін
- Хор, балет, оркестр Большого театру Союзу РСР

## Знімальна група
- Режисер — Віра Строєва
- Сценаристи — Микола Голованов, Віра Строєва
- Оператор — Володимир Ніколаєв
- Композитор — Модест Мусоргський
- Художники — Петро Кисельов, Євген Серганов